# Teodoro de Wyzewski
Teodoro de Wyzewski es un escritor francés de origen polaco, nació en 1862 y falleció en 1917. Usaba como seudónimo "Wyzewa".
Escribió en la Gaceta de Bellas Artes. Sus obras más destacadas son:
Grandes pintores (6 tomos), Valvert, Cuentos cristianos, La novela contemporánea en el extranjero, El discípulo de Emaús, Ensayos de historia y de crítica musical.
- Datos: Q2741209
- Multimedia: Théodore de Wyzewa / Q2741209